# Kleinsäuger

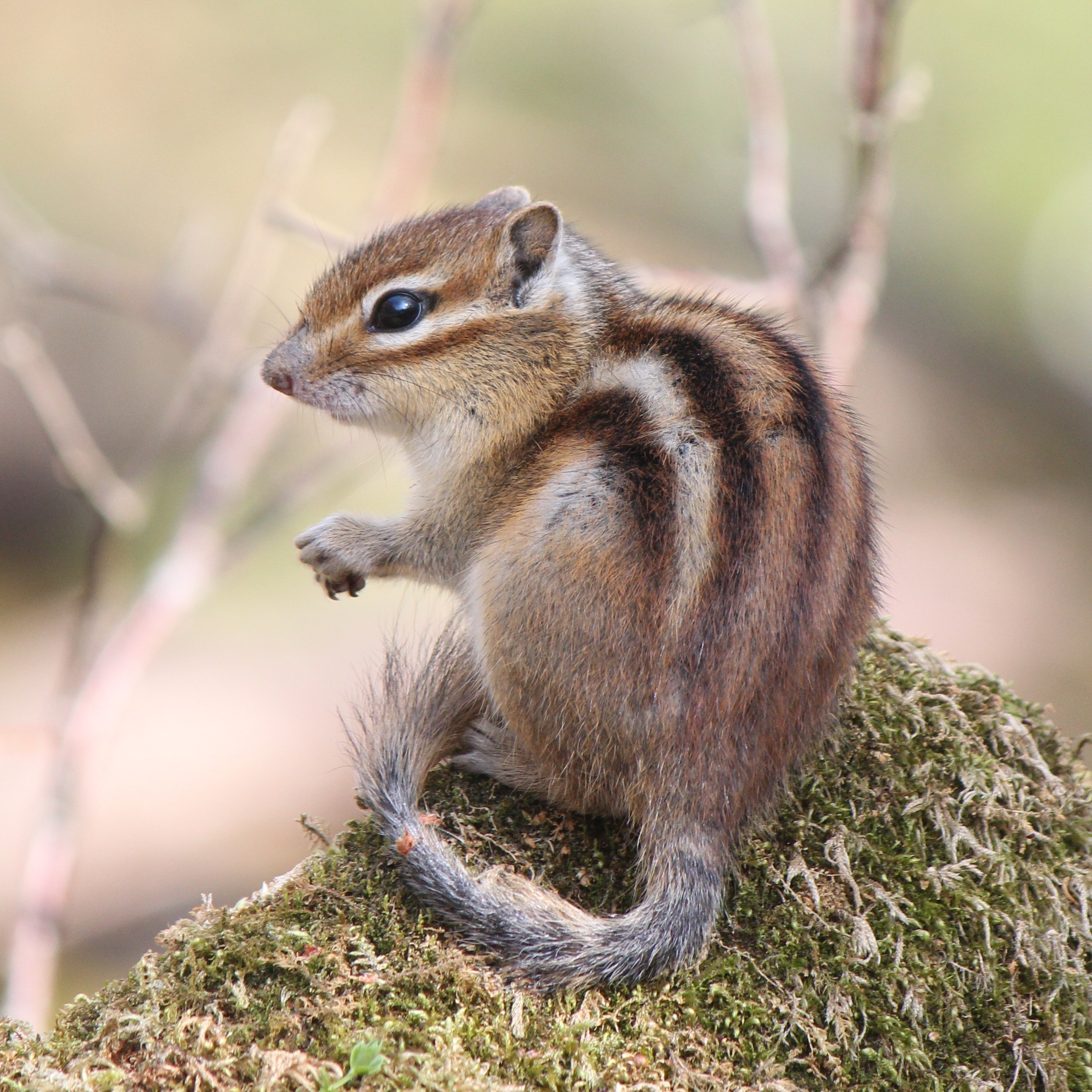
Kleine Nagetiere wie das Streifenhörnchen werden zu den Kleinsäugern gezählt

Als Kleinsäuger oder Kleinsäugetiere werden in der Zoologie, Veterinärmedizin und Tierhaltung verschiedene Gruppen von Säugetieren bezeichnet, die in ihrer Körpergröße sehr klein bleiben und in der Regel weniger als ein Kilogramm wiegen. Verwendet wird diese Bezeichnung insbesondere für die meisten Arten der Nagetiere (Rodentia), Hasenartigen (Lagomorpha), Insektenfresser (Eulipotyphla), Fledermäuse (Microchiroptera) und Vertreter verschiedener weiterer Taxa innerhalb der Säuger, wie beispielsweise Spitzhörnchen (Scandentia).
Obwohl es auch kleine Raubtiere, wie das Hermelin und das Mauswiesel gibt, die vom Gewicht her ebenfalls Kleinsäuger zu den Kleinsäugern gezählt werden würden, wird diese Bezeichnung vornehmlich für potenzielle Beutetiere verwendet.

## Merkmale und Besonderheiten
Das typische Gewicht für Kleinsäuger liegt zwischen wenigen Gramm und einem Höchstgewicht von einem Kilogramm.

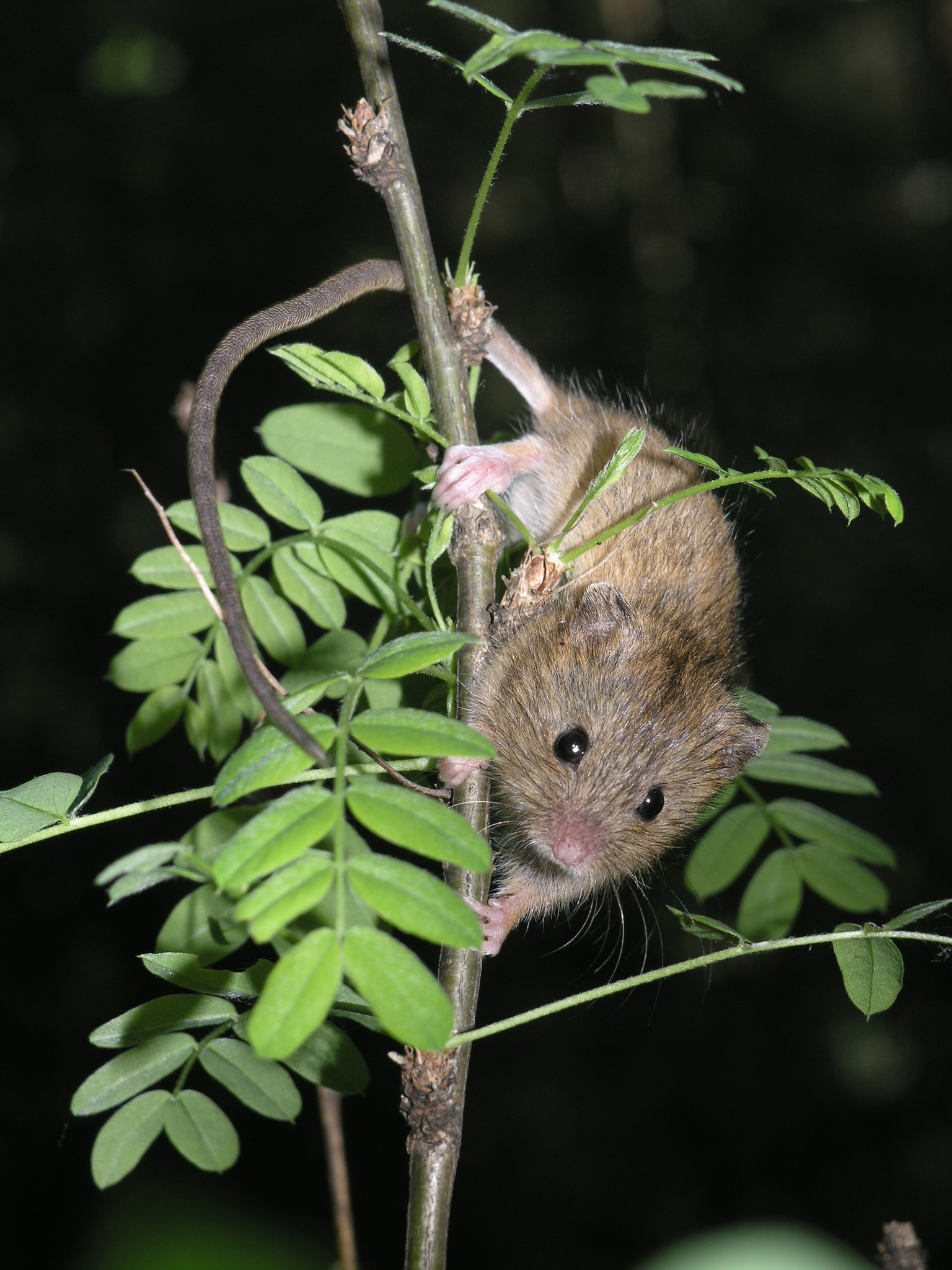
Die in Deutschland seltene Waldbirkenmaus gilt als eines der kleinsten Nagetiere Europas

Kleinsäuger zeichnen sich neben ihrer geringen Körpergröße meistens durch hohe Stoffwechselaktivitäten aus. Um nicht zu verhungern, benötigen sie viel Zeit für die Suche nach und Aufnahme von Nahrung und halten – in gemäßigten Klimazonen – oftmals einen Winterschlaf. Zahlreiche Kleinsäuger sind nacht- oder dämmerungsaktiv. Sie leben oftmals unterirdisch, wobei sie zur Auflockerung und Belüftung des Bodens beitragen. Da zahlreiche Kleinsäuger (wie beispielsweise Eichhörnchen) Nahrungsvorräte anlegen, tragen sie außerdem zur Verbreitung ihrer Futterpflanzen bei und gestalten so aktiv ihren Lebensraum mit. Die Artenvielfalt profitiert jedoch auch von der Tatsache, dass bestimmte Kleinsäuger gewisse Futterpflanzen auswählen und bevorzugen, so dass Freiräume entstehen, die von anderen Arten besetzt werden können.
Zahlreiche Kleinsäuger zeichnen sich außerdem durch hohe Fortpflanzungsraten aus. Einige agieren selbst als Prädatoren. Viele Kleinsäugetiere weisen eine hohe Mortalität auf, da ihre geringe Größe sie als Beutetiere zur Nahrungsgrundlage für viele andere Spezies macht.
Eine weitere Besonderheit von Kleinsäugern, ist ihr ausgesprochen Anpassungsfähigkeit an die unterschiedlichsten Lebensräume, die es Vertretern der Kleinsäuger ermöglicht, in fast allen Ökosystemen zu überleben. Hochspezialisiert sind unter anderem die im Wasser lebende Ecuador-Fischratte, der blinde, unterirdisch lebende Nacktmull, die Schneemaus, die in alpinen Regionen bis zu 4.700 Meter Höhe anzutreffen ist, oder Schlitzrüssler, die zu den wenigen Säugetieren zählen, die ihr eigenes Gift produzieren.

## Seltene Kleinsäuger und Schutzmaßnahmen

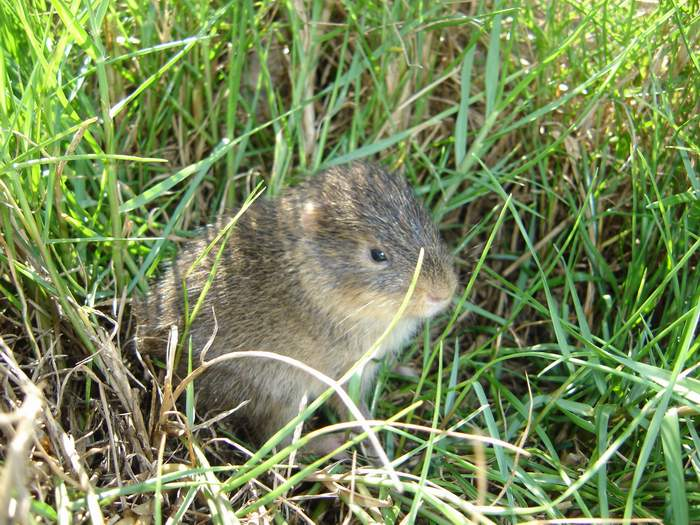
Das Santa-Catarina-Meerschweinchen gehört zu den am stärksten gefährdeten Kleinsäugern

Die Weltnaturschutzorganisation IUCN hat eine eigene Expertenkommission, die Small Mammal Specialist Group, die sich mit dem Schutz gefährdeter Kleinsäuger befasst. Diese gibt als Hauptgrund für die Gefährdung zahlreicher Kleinsäugetiere die Veränderung ihrer Lebensräume durch menschliche Eingriffe wie Bebauung, Entwaldung und Landwirtschaft an. Als weiteres Problem wird die Bedrohung heimischer Kleinsäuger durch invasive Arten genannt, zu denen der Mink in Europa der Amerikanische Nerz zählt, während in Australien Katzen und eingeschleppte Füchse die dort endemischen Kleinsäuger gefährden.
Laut IUCN sind insgesamt 437 Spezies von Kleinsäugetieren vom Aussterben bedroht. Einige Arten konnten nur in kleinen Populationen von weniger als 100 Tieren in abgelegenen Regionen überleben. Zu den 20 am stärksten gefährdeten Arten zählen unter anderem folgende Spezies:
- Kurzhaarige Atlantik-Baumratte, endemisch in Brasilien
- Dickschwanzspitzmäuse, wie die in Kenia beheimatete Suncus aequatorius
- Santa-Catarina-Meerschweinchen, die nur auf dem Molequos do Sul Archipel, vor Santa Catarina in Brasilien leben
- Russischer Desman, aus der Familie der Maulwürfe, Lebensraum am Don, der Wolga und dem Ural
- Roig-Kammratte, einziges Verbreitungsgebiet ist der Río Paraná in Argentinien

Sowie einige Taschenratten der Gattung Geomys.
Darüber hinaus werden verschollene Kleinsäuger aufgelistet, bei denen unklar ist, ob die betroffene Art bereits ausgestorben ist:
- Namdapha-Gleithörnchen, ursprünglich in Indien verbreitet, letzte Sichtung 1981
- Zuniga-Dunkelreisratte, ursprünglich in Peru verbreitet, letzte Sichtung 1949
- Wimmers Spitzmaus, ursprünglich an der Elfenbeinküste verbreitet, letzte Sichtung 2013
- Vernays Klettermaus, ursprünglich in Angola verbreitet, Entdeckung und einzige Sichtung 1937
- Thallomys shortridgei, eine von vier in Afrika heimischen Akazienratten, gilt seit 1922 als verschollen

Die Rotschopf-Baumratte Santamartamys rufodorsalis wurde dagegen nach 113 Jahren in der Bergkette Sierra Nevada de Santa Marta im Nordosten Kolumbiens, im El Dorado Nature Reserve, entdeckt, nachdem sie zuletzt 1898 gesehen worden war.
Der Heimattiergarten Bierer Berg in Schönebeck in Sachsen-Anhalt widmet seine Arbeit den Kleinsäugern.

## In der Veterinärmedizin

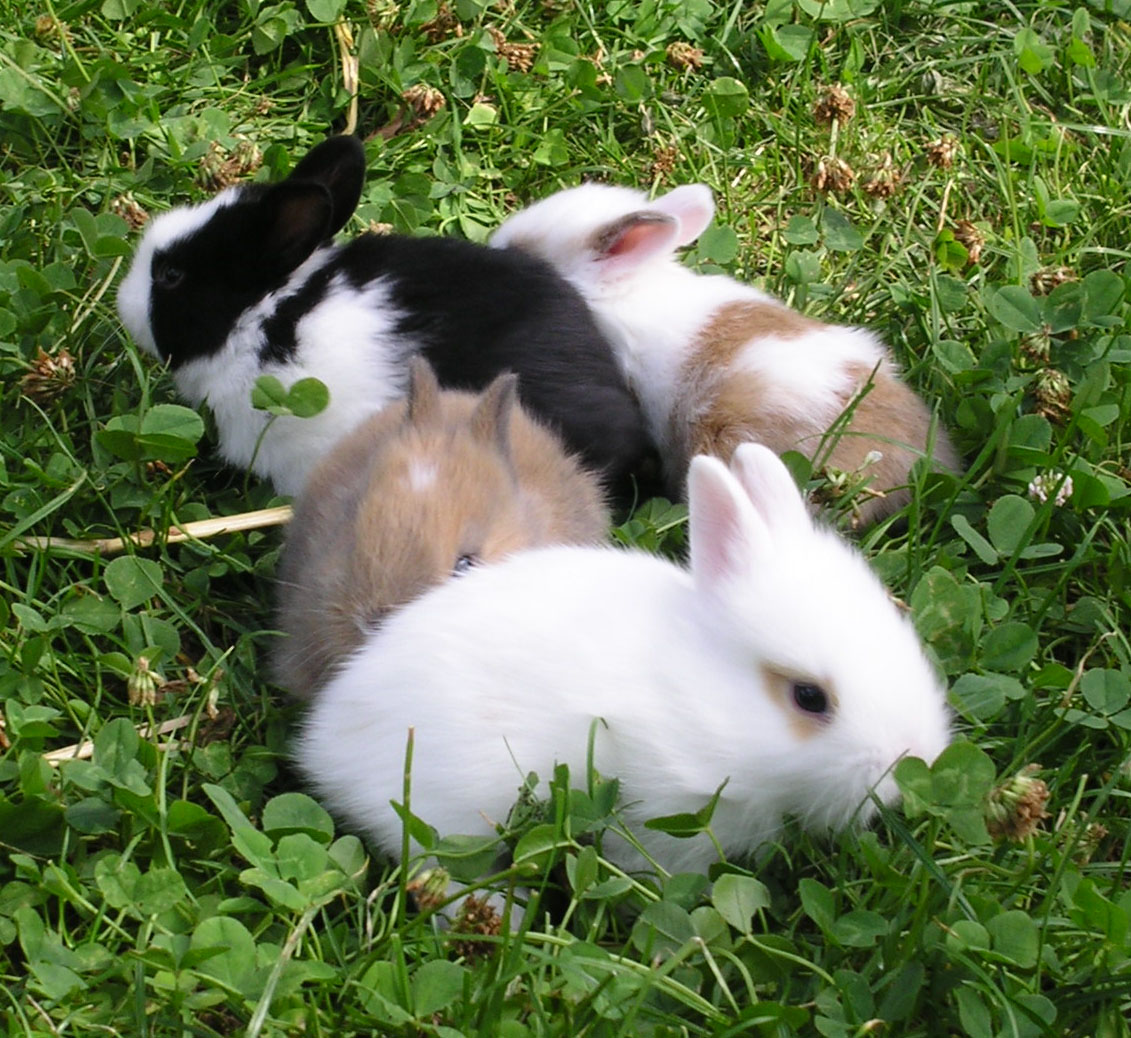
In einigen Ländern zählen Hauskaninchen zu den Kleintieren, die am häufigsten veterinärmedizinisch versorgt werden

Zahlreiche Kleinsäuger werden als Haustier gehalten und zählen zu den Heimtieren, die am häufigsten in Tierarztpraxen vorgestellt werden. Daher wird in der veterinärmedizinischen Ausbildung Wissen über einige Arten vermittelt. Die Lehrpläne der Freien Universität Berlin beinhalten beispielsweise die Behandlung von Hauskaninchen, Meerschweinchen, Chinchillas, Degus, Hamstern, Mongolische Rennmaus, Farbratten, Farbmäusen und Frettchen.